# チャイルド・デス・レビュー
チャイルド・デス・レビュー (英語: Child death review、略称CDR、和名は「予防のための子どもの死亡検証」)とは、子どもが死亡した後に、多職種の機関、専門家 (医療、警察。行政、福祉関係者など) が子どもの死に至る直接的、間接的な情報を収集し、予防可能な要因について検証し、効果的な予防対策を提言することで、将来の子どもの死亡を減らすことを目的とする取り組みを示す。
日本では2020年度から一部の都道府県でモデル事業を実施し、2025年4月にはこども家庭庁によるCDRの全国展開に向けた課題を整理する有識者検討会の第1回目が開催された。2026年中にあり方をとりまとめる予定となっている。

## 概要
子どもの死に至る直接的、間接的な情報とは、死亡した子どもの既往歴、家族背景、当該死亡に至った直接の原因などをいう。
日本において、2011年の死亡を対象とした4都府県でパイロット研究と、その後の全国規模に広げた拡大パイロット研究では、5人に1人以上の子どもの死亡が予防可能であったことが判明している。同研究に携わった溝口史剛医師は全死亡の7.3％が虐待死であった可能性が判定されたことから推論し、2011年の子どもの死亡事例数は全国で約5000人であることから約350人が虐待死の可能性が見いだせ、現実の届け出100人弱であり3から5倍の虐待死が潜在化している可能性を指摘している。また、沼口敦医師の分析では、年間138万件の死亡のうち18歳未満は約3800件（2017～20年平均）であり、年齢群別の死因では不慮の事故がいずれの年齢群でも上位である。
イギリスではCDRを行う上で、遺族のケアを第一義的に掲げている。

## 制度の対象
- 病気以外の死亡(外因死) - 交通事故、自殺、虐待など
- 死因が明らかではない死亡

既存の検証制度には、「子どもの虐待、重大事例検証」、「教育・保育施設等事故報告検証」、「学校事故検証」、「自殺といじめの関連検証」、「消費者生活用製品に係わる重大製品事故」、「医療事故調査制度」などがある。
既存の検証制度との違いは、特定の死因を対照とするのではなく、全死亡事例を対象とすること。既存の制度から漏れている症例も対象に含めて、継続的に地域で検証していく。
なおイギリスでは、法律の範囲内で行われた死産、後期流産、または妊娠中絶  は含まれない。
- 死産: 妊娠 24 週以降に生命の兆候なしに生まれた赤ちゃん。
- 後期胎児喪失: 妊娠 24 週前に生命の徴候なしに妊娠が終了する場合。

また、法律の範囲内で計画的妊娠中絶を行った後に生児を出産した場合は、子の死亡審査の対象とはならない。

## 統計
Global Burden of Disease studyによる、日本での人口10万人当たりの死亡数年齢別死亡数は次のとおりとなっている。 
| 年齢/死因        | SIDS | 不慮の事故 | 交通事故 | 対人による加害 | 自殺 | 全死因 |
| 1歳未満          | 6.46 | 11.27      | 0.48     | 1.58           | －   | 160.96 |
| 1歳から2歳未満   | －   | 5.98       | 1.25     | 0.80           | －   | 33.52  |
| 2歳から4歳未満   | －   | 0.86       | 0.28     | 0.14           | －   | 5.26   |
| 5歳から9歳未満   | －   | 1.01       | 0.48     | 0.20           | －   | 6.27   |
| 10歳から14歳未満 | －   | 0.92       | 0.32     | －             | 1.38 | 7.91   |
| 15歳から19歳未満 | －   | 1.55       | 2.50     | －             | 9.21 | 20.83  |

## 導入経緯

### 海外
アメリカでは1974年に児童虐待防止法が制定され、1978年のロスアンゼルス郡でマイケル・ダーフィー小児精神科医により初めてのCDRチームが創設され、実施された。30周年レポートでは、初期と比較し虐待死が7割減少した。

アメリカでは毎年、18歳の誕生日を迎える前に約3万7000人の子供が亡くなっている。2025年現在、国立死亡審査予防センター（NCFPR）が研修、リソース開発、データサポートを通じて、小児死亡審査（Child Death Review）を支援している。また、全国死亡調査・症例報告システム（NFR-CRS）によって、全国の小児死亡調査チームを支援するデータシステムを構築している。
CDRは、子どもの死亡を減らすことを目的として、アメリカ、イギリスなどの諸外国では既に先行して実施されているもので、我が国では「健やか次世代育成総合研究事業」における「突然の説明困難な小児死亡事例に関する登録・検証システムの確立に向けた実現可能性の検証に関する研究」(2016年～2018年) を始めとして検討がなされてきた。
英国では 2006 年に子どもの死亡登録・ 検証に関するパイロット研究（Why Children　Die）が施行され、26％の小児死亡事例で予防可能な要因が明確に存在していたと報告された。日本でも、2011年の死亡を対象とした4都府県でパイロット研究が行われた。その後に2014-16年の死亡を対象として、全国規模に広げた拡大パイロット研究が実施されたが、そのうち予防可能性のあった死亡の割合は、それぞれ 27.4％と25.0％と報告されている。

### 日本
法的整備としては、2018年に成立の「生育過程にある者及びその保護者並びに妊産婦に対し必要な成育医療を切れ目なく提供するための施策の総合的な推進に関する法律」(略称「生育基本法」) と2019年6月6日に成立の「原因究明等推進基本法」により、子どもが死亡した場合のその死亡原因に関する情報の収集、管理、活用等り仕組み、あるべき原因究明等に関する行政組織、法制度等の整備がなされている。
従前、病院で死亡し医師が死因不明と判断した場合は、異状死として警察に届け出られる。警察が引き取った遺体は必要に応じ解剖されるが解剖率は全国平均で11％と報道されている。都道府県により解剖率に大きな開きがある。

## 日本小児科学会の提言
2019年に日本小児科学会子どもの死亡登録・検証委員会、後に「予防のための子どもの死亡検証委員会」となった委員会では、以下の提言を行っている（要約）。

## 日本における課題

### 遺族同意の壁と情報共有不足
県内に複数大学病院が存在した場合、統制が取りづらい。そのうえ、厚労省モデル事業の手引き第2版以降に追記された、家族等の遺族の同意が必要になり、警察に捜査情報の共有を求めないこととなっている。NPO法人safe kids Japan理事長山中龍宏医師は、警察情報不提供では予防策ができないと指摘している。自民党参議院議員で医師の自見英子も、CDRには刑事訴訟法第47条の訴訟資料の不開示との整合性が課題と述べている。

更に、英国や米国では死因究明の責任主体が警察では無く、一種の裁判官である「コロニー」や法医学の専門職種「メディカルエグゼミナー」が情報開示し対策まで可能となるが、日本がモデルとする欧州では死因究明は警察や検察庁であり、情報は出ないものの法医学研究所でデータベース化されているため不提供でも問題とならない。また英米と欧州は他殺・自殺・事故死・突然死の子どもは100％解剖される違いがあると岩瀬博太郎医師は語っている。解剖しない背景には、法医が不足し遺族の理解が得にくいという日本独特の問題がある。
モデル実施であった三重県で中心的に活動した小児科医梅本正和医師は、「3つの壁」の存在を語り、「守秘義務の壁」「警察の壁」と自分のところで完結させたい「学校・教育の壁」について言及した。また同医師はてんかん患者が入浴時に死亡することは高齢者では知られ対策されているが、小児では対策されてないなど情報共有が不足していることも指摘している。香川県の木下あゆみ医師も縦割り対策の弊害を語った。
山中龍宏医師は、2024年2月の給食のウズラ卵をのどに詰まらせ小学１年生が死亡した学校事故について、食べ物による窒息事故の危険性は、繰り返し執筆したが同じ事故が起こっていることを述べ、子どもの死亡事故について死因究明して予防、再発防止するべきとしている。
滋賀県では、2021年8月に滋賀県大津市で起きた、妹が転落事故を起こして兄が暴行していた小1女児暴行死事件を教訓として、事例検証を通じて子どもの命を守るための対策を講じる方針を採っている。滋賀医科大学社会医学講座（法医学部門）の一杉正仁教授は滋賀県のCDRの中核を担うが、矯正医療に携わった経験から加害少年は全員虐待経験があり、子どもを取り巻く社会を見直すためにもCDRを適切に行う必要があると説く。同県では県警と地検も参加する場で、CDRにおける個人情報の取り扱いや司法解剖結果の使用などの関係法令の法的確認を行い、引き続き遺族同意なく司法解剖情報を扱う予定としており、厚労省から補助金が出なくなったとしても手弁当でも有志で行っていくと2022年取材で語った。
2025年4月の子ども家庭庁が開催したあり方を検討する会議においても、情報取得に必要な遺族からの同意が得られにくい、警察が捜査中の事例は情報提供がなく十分な検証が難しいとの課題が挙げられ、三重県など8自治体選考地区での175件の死亡事案で遺族同意取得のための説明した事例は127件だが同意が得られたのは48.0％にしか過ぎなかったと報告された。
児童虐待がある家庭において、1970年代生まれの男性は幼少期に弟が当時は事故死として処理されたが、事実は父からの暴力で死亡したと訴えている事例もある。

### 遺族への配慮と理解促進機能の欠如
子どもが保育園で事故死をして死亡事故予防のために検証が欠かせないと活動する保護者の女性は、亡くなった子どもの情報をCDRに提供してもよいかを保護者に尋ねることが病院から郵送された文章に回答する方法で行われおり、その返信が多数でないことについて、提供に同意場合どのように情報が扱われ、何に役立ち自分たちの今後にどのような影響があるのかという点が保護者には事前の説明がないと指摘する。この女性は我が子は事故から1ヶ月以上意識不明が継続したため解剖による新事実の発見が見込めないことと、子どもの解剖に心理的抵抗を感じ、解剖の選択をしなかったがその後した方がよかったのではとの思いに苛まされたことも語っている。CDRの可否には、遺族心情に配慮して制度説明ができる人材と、その育成制度の必要性について言及した。

また、オーストラリア・ビクトリア州では、近親者の死で傷ついた心情を緩和する「グリーフケア」を解する法医看護師という専門職が、遺族への説明にあたり子どもの解剖率はほぼ100パーセントとなっている。

### 法医学者不足
NHKの2024年の特集では、警察や検察から解剖の依頼を受け、死因を判定する法医学者になる数は減少しており、また判定内容が都合の良いように裁判で解釈されることへの苦悩を述べる法医学者もいる。遺体を解剖する日々に重圧を感じる者もいる。

## 日本における経緯
- 2010年　厚生労働省の厚科政策科学総合研究チャイルドデスレビュー班、小林美智子を研究代表者として開始し、「我が国におけるチャイルド・デス・レビューに関する研究」として2013年3月にまとめた[22]。
- 2010年　五十嵐隆医師による日本小児科学会会長就任のご挨拶において、国内にしっかりした子どもの死亡統計がない事実と研究指定病院でのCDRの制度設計の検討に触れた[23]。
- 2014年　愛媛県に死因究明等推進協議会が設置[24]
- 2019年　基本法公布。内閣府から厚生労働省に総合調整機能が移管、厚生労働省医政局に死因究明等企画調査室が設置[24]
- 2021年　死因究明等推進計画が閣議決定。以降３年毎に計画を見直しを行う[24]。
- 2022年1月　岸田文雄首相の施政方針演説において、「子ども家庭庁」創設と共に子どもの死因究明に言及した[25]。
- 2023年4月 内閣府の外局として「こども家庭庁」が設置された。
- 2025年4月　こども家庭庁によるCDRの全国展開に向けた課題を整理する有識者検討会第1回目開催

## 事故データベース及び報告書

### 国内
- 独立行政法人日本スポーツ振興センターでは、ホームページ上で災害共済給付において平成17年度から給付した、過去の死亡・障害事例を公表している[26]。
- 朝日新聞では、日本スポーツ振興センターの災害共済給付制度の2016年度のビッグデータを産業技術総合研究所が分析し、サイト上で公表している[27]。
- 一般社団法人日本PTA全国協議会のサイトでは、幼稚園・小学校・中学校別の事例説明を行っている[28]。
- 国土技術政策総合研究所　建築研究部は、学校などの転落事故をデータベース化し公表している[29]。
- 消費者安全調査委員会による2023年「学校の施設又は設備による事故等についての事故等原因調査報告書」[30]
- 子どもの水辺サポートセンターでは全国の海難事故をデータベース化している[31]。
- 日本小児科学会は事故の死亡及び傷害案件をデータベース化している[32]。

### 海外
アメリカにおいても、CCSIRと呼ばれる国立スポーツ重大事故研究センターがある。1960年代にアメリカンフットボールでの死亡事故やけがが相次いだことから対応が始まった、全米の高校や大学などで起きた重大なスポーツ事故に関する全データ集約の仕組みが存在する。また、全米の高校の6割には、医師に準じる国家資格であるアスレティックトレーナーという専門の職員が配置されている。

## 関連法制度
- 成育過程にある者及びその保護者並びに妊産婦に対し必要な成育医療等を切れ目なく提供するための施策の総合的な推進に関する法律
- 死因究明等推進基本法
- 児童虐待の防止等に関する法律
- 学校保健安全法
- 児童福祉法
- 消費生活用製品安全法

## 関連団体・施設
- NPO法人Safe Kids Japan[34]
- 京都市子ども保健医療相談・事故防止センター（京あんしんこども館）[35]